# Білий палац
Білий палац — драма 1990 року.

## Сюжет
Макс Берон — двадцятисемирічний процвітаючий директор рекламного агентства, який перебуває в жалобі після смерті своєї молодої дружини. Випадкове знайомство з Норою Бейкер несподівано різко змінює його життя. Вона — звичайна земна, емоційна і незалежна жінка, яка живе на околиці міста та працює офіціанткою в забігайлівці, і їй сорок три. Але, незважаючи на значну різницю у віці та в соціальному походженні, герої переживають бурхливий любовний роман. Але чи є у цього роману майбутнє?
| Фільми | Це незавершена стаття про кінофільм. Ви можете допомогти проєкту, виправивши або дописавши її. |